# 台灣樂天市場
台灣樂天市場股份有限公司（英語：Taiwan Rakuten Ichiba,Inc.，簡稱：台灣樂天市場），由日本最大規模的電子商務平台－樂天株式會社於海外成立的第一家子公司。
自2008年成立以來，成功地為台灣電子商務市場注入新的活力，也為廣大的消費者提供種類繁多的優質商品、周到滿意的服務及創造歡樂的購物經驗。以極具特色的線上購物平台及電子商務顧問，協助台灣在地店家成功打造新興經營模式；也因其獨有的服務及社群互動，培養了忠實的顧客粉絲群及獨特購物體驗。
樂天市場從電子商務領域深耕台灣，並不斷持續加入新服務，包括樂天旅遊、樂天信用卡、樂分紅、樂天Kobo電子書、樂天國際商業銀行已進軍台灣，並且還有一支台灣職業棒球隊樂天桃猿。台灣樂天集團並透過樂天點數串聯，完整台灣樂天生態圈。未來將積極尋求策略合作機會，進一步打造台灣樂天生態圈（Rakuten Ecosystem），持續擴大並加速台灣樂天市場的成長。

## 历史
2007年11月29日，Rakuten在台灣台北市與統一企業簽約，成立合資公司「台灣樂天市場股份有限公司」（樂天株式會社持股51％，統一超商持股49％），2008年第二季正式開始營運，共同進軍台灣購物網站市場。台灣是樂天市場的第一個海外拓點。
2011年8月30日，台灣樂天與博客來合作成立樂天書城，提供統一超商各門市隔日取貨的服務。
2011年日本樂天集團100%收購加拿大Kobo電子書，2016年9月於台灣正式開台成立樂天Kobo電子書，提供繁體中文電子書銷售服務。
2013年6月21日，台灣樂天發出聲明稿宣佈原先持股51%的日本樂天將購買統一超商所持49%股份，此股權交易預計於2013年六月底前完成。台灣樂天市場創立時資本額為新台幣1.74億元，期間經過幾次同比例增資，目前資本額已達5.54億元。
2018年5月8日，台灣樂天市場推出樂天Pickup服務。樂天Pickup，是由台灣樂天市場股份有限公司推出電子票券銷售服務，可以透過購買成套票券商品得到更優惠的服務與享受。
2020年4月16日，台灣樂天市場整合了原有的店家輔導制度及課程，正式推出了以樂天數位學院（英語：Rakuten School) 為中心的樂天數位成長計劃，提供創新、多元以及優質的電子商務相關電商教育內容，來協助對電子商務有興趣的新興電商創業家們掌握最領先的電商觀念。
2020年11月26日，台灣樂天市場與新安東京海上產險成立樂天保險館，共同提供產旅平險及住宅火險等服務，讓消費者在線上購買的同時，也能獲得更完善便捷的產險服務。
2023年1月11日，台灣樂天市場與樂天Kobo電子書成立樂天Kobo電子書(樂天市場店)，因樂天Kobo電子書在台灣市場為擴大電子書銷售於購物網平台上開設銷售商店，除提供繁體中文電子書外也同部提供外語電子書服務，成為繼樂天Kobo電子書官網、PChome之後，銷售電子書的第3個平台。
2024年5月28日，台灣樂天市場與可樂研究社成立樂福館Rakuten L.O.V.E，共同打造台灣唯一線上影音知識分享型商城。透過豐富的影音專欄及知識內容，幫助消費者獲取正確的性知識、解決疑難雜症，同時傳遞正面的健康價值。

## 公司概述
台灣樂天市場股份有限公司係由日本最大規模的電子商務平台－樂天株式會社於海外成立的第一家子公司。
自2008年成立以來，成功為台灣電子商務市場注入新的活力，也為廣大的消費者提供種類繁多的優質商品、周到滿意的服務及創造歡樂的購物經驗。
樂天極具特色的線上購物平台及電子商務顧問，協助店家成功打造新興經營模式；也因其獨有的服務及社群互動，培養了忠實的顧客粉絲群及獨特購物體驗。亦將積極尋求策略合作機會，進一步打造台灣樂天生態系（ecosystem），持續擴大並加速台灣樂天市場的成長。

### 商標
2017年7月1日，全球樂天集團統一識別CI更換Logo，台灣樂天市場也更換為最新商標。

樂天_(Rakuten)

以漢字為品牌形象所使用的樂天集團商標
2017年7月1日開始使用全球統一識別商標
2018年7月2日更新全球統一識別商標

台灣樂天市場

2018年7月2日台灣樂天市場更新全球統一識別商標

### 服務

樂天點數兌換
樂天Pickup

## 外部連結
- 樂天市場購物網 （页面存档备份，存于）（繁體中文）
- 樂天市場 Rakuten Taiwan的Facebook專頁
- YouTube上的Taiwan Rakuten頻道